# Bennsville
Bennsville – jednostka osadnicza w Stanach Zjednoczonych, w stanie Maryland, w hrabstwie Charles.